# Maksim Razumov
Maksim Razumov, né le 12 janvier 1990, à Lipetsk, est un coureur cycliste russe.

## Palmarès
- 2010
  - Classement général de l'Udmurt Republic Stage Race
- 2011
  - 2e étape du Friendship People North-Caucasus Stage Race
  - 2e du Mémorial Viktor Kapitonov
  - 2e du Friendship People North-Caucasus Stage Race
  - 3e du championnat de Russie sur route espoirs
  - 3e du championnat de Russie du critérium
- 2013
  - 2e, 3e et 5e étapes du Grand Prix de Sotchi
  - Classement général des Cinq anneaux de Moscou
  - 3e étape du Tour des Fjords (contre-la-montre par équipes)
  - 2e du Grand Prix de Sotchi
  - 2e du championnat de Russie du critérium
- 2014
  - 1re étape des Cinq anneaux de Moscou
- 2015
  -  Champion de Russie du critérium
  - 1re étape du Grand Prix de Sotchi (contre-la-montre par équipes)
  - 1re étape du Grand Prix d'Adyguée (contre-la-montre par équipes)

## Classements mondiaux
| Année           | 2013 | 2014 | 2015 |
| --------------- | ---- | ---- | ---- |
| UCI Europe Tour | 116e | 250e | 536e |